# Ottawa (stad)
Ottawa is de hoofdstad van Canada. De stad ligt aan de gelijknamige rivier in het zuidoosten van de provincie Ontario tegen de grens van de provincie Quebec.
De stad telde 883.391 inwoners in 2011. Samen met de aanliggende kleinere gemeenten, de metropool, telt men ongeveer 1.236.000 inwoners (2011). Van de bevolking heeft 50,9% het Engels en 32,6% het Frans als moedertaal.
Als federale hoofdstad van Canada herbergt Ottawa vele regeringsgebouwen, waarvan het parlementsgebouw het bekendst is. Verder bevindt het Canadese hooggerechtshof zich in de stad alsmede de officiële residenties van de minister-president van Canada (24 Sussex Drive) en die van de gouverneur-generaal van Canada (Rideau Hall). Verder bevindt een aantal belangrijke musea zich in Ottawa waaronder het Canadian Museum of Nature, de National Gallery of Canada en het Canadian War Museum.
In de stad zijn drie universiteiten waaronder twee universiteiten die nauw samenwerken. De Universiteit van Ottawa splitste in 1965 af van Saint Paul University, deze laatste is een van de oudste universiteiten van het land. De derde instelling is Carleton University.

## Geschiedenis
Ottawa vormt samen met het in Quebec gelegen Gatineau de National Capital Region. De eerste Europese nederzettingen in het gebied werden opgericht omwille van de houtindustrie. Na de Oorlog van 1812 werd immigratie naar Ottawa door de overheid aangemoedigd en de bevolking nam snel toe. Kolonel John By begon in 1826 met de aanleg van het Rideaukanaal, een 202 km alternatieve route tussen Montreal en Kingston, om een mogelijke blokkade van de Sint Lawrence rivier door de Amerikanen te omzeilen. De stad die hierdoor ontstond werd Bytown genoemd en de aanleg van het Rideaukanaal gaf de streek extra betekenis voor de handel. In 1855 werd Bytown omgedoopt tot Ottawa.
Ottawa werd op 31 december 1857 gekozen als de hoofdstad van Canada: de keuze voor de stad was een compromis, omdat andere kandidaten zoals Montreal en Toronto te uitgesproken een Franse of Engelse traditie uitstraalden. Bovendien lag de stad verder van de grens met de Verenigde Staten, wat als een (militair) voordeel werd beschouwd.

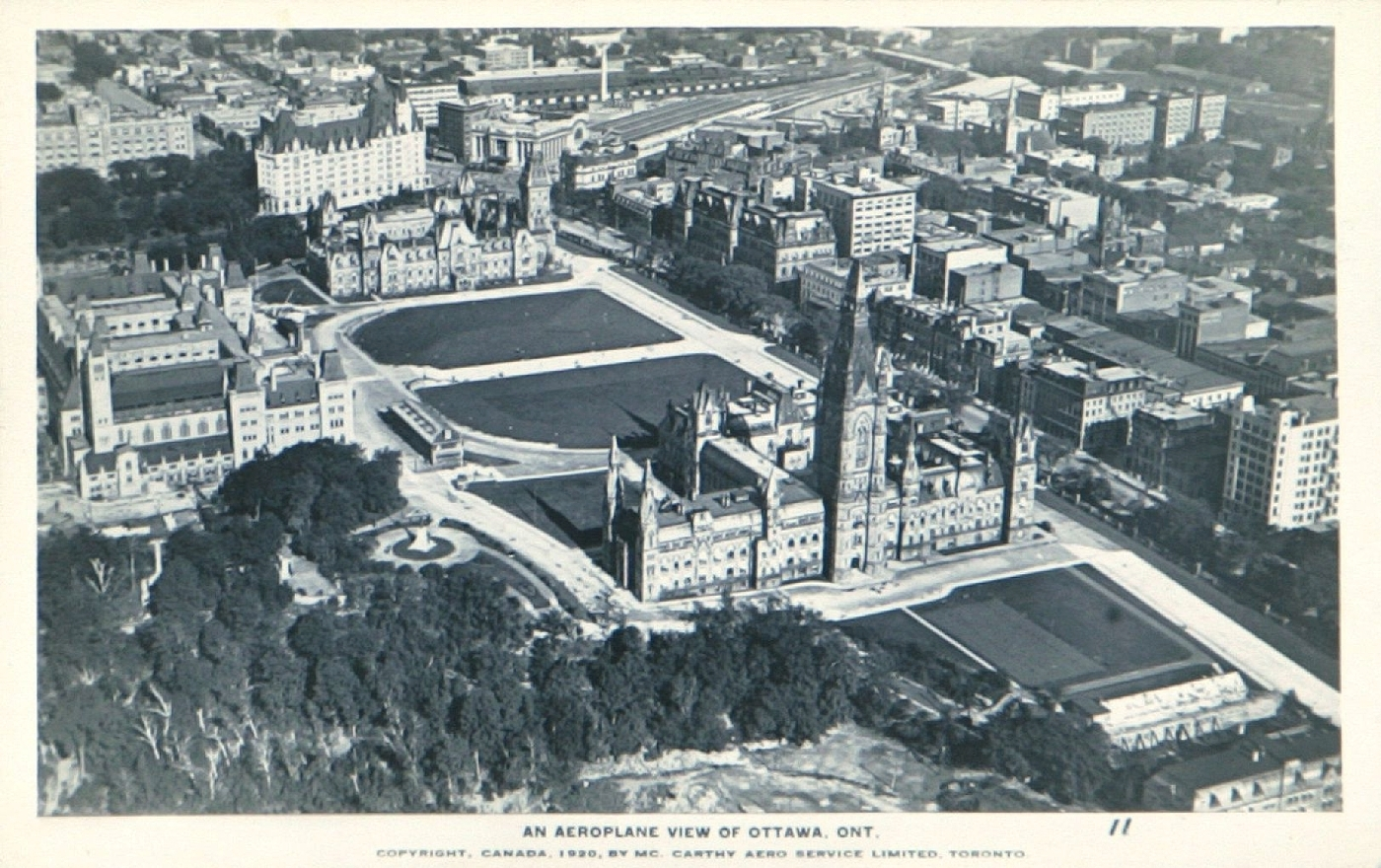
Parliament Hill en omgeving in vogelvlucht, ca. 1920

Het parlementsgebouw van Ottawa werd gebouwd op een glooiende heuvel, Parliament Hill, nabij het beginpunt van het Rideaukanaal. Op 3 februari 1916 brandde het gebouw af waarna in 1922 het huidige gebouw werd opgeleverd met de Peace Tower, de klokkentoren, die tegenwoordig hét symbool voor de hoofdstad is.
Elk jaar, in de maand mei, vindt in Ottawa het Tulip Festival plaats waarbij het Nederlandse koningshuis 10.000 tulpenbollen naar de stad stuurt als dankgebaar voor de huisvesting van leden van de koninklijke familie alsmede de Canadese hulp tijdens de bevrijding van Nederland.
Ottawa heeft een rijkere fietscultuur dan de meeste andere Canadese gemeenten.

## Sport
IJshockeyclub Ottawa Senators is de belangrijkste sportclub van Ottawa en speelt in de National Hockey League. De Ottawa Redblacks zijn ook een populair sportteam. Het footballteam komt uit in de CFL en speelt in TD Place Stadium. 
Van 2011 tot 2019 was de stad daarnaast de thuisbasis van de voetbalclub Ottawa Fury FC die speelde in de USL First Division. Na de opheffing van de club werd in 2020 het niet aan die vorige club gerelateerde Atlético Ottawa opgericht. Deze club komt uit in de Canadian Premier League en speelt net als het vroegere Ottawa Fury FC en als het footballteam Ottawa Redblacks in TD Place Stadium.

## Partnersteden
- Buenos Aires, Argentinië
- Catania, Italië
- Mexico-Stad, Mexico

## Bekende inwoners van Ottawa

### Geboren
- Tuzo Wilson (1908-1993), geofysicus
- Albert Bruce Matthews (1909-1991), militair, zakenman en politicus
- Lorne Greene (1915-1987), Canadees-Amerikaans radiopresentator, nieuwslezer, zanger en acteur
- Suzanne Cloutier (1927-2003), actrice
- Barbara Ann Scott (1928-2012), kunstschaatsster
- Margaret Atwood (1939) dichteres, romanschrijfster
- Paul Anka (1941), singer-songwriter, acteur
- Margriet der Nederlanden (1943), Nederlands prinses
- Sasja Sokolov (1943), Russisch schrijver
- Bruce Cockburn (1945), zanger/gitarist
- Walter Boyce (1946), rallyrijder
- Tom Butler (1951), acteur
- Dan Aykroyd (1952), Canadees-Amerikaans acteur
- Steven MacLean (1954), ruimtevaarder
- Robert J. Sawyer (1960), sciencefiction-schrijver
- Kelly Rowan (1965), actrice
- Donal Logue (1966), acteur
- Gordon Fraser (1968), wielrenner
- Anthony Lemke (1970), acteur
- Justin Trudeau (1971), premier van Canada
- Alanis Morissette (1974), singer-songwriter
- Sarah Chalke (1976), actrice
- Kristina Groves (1976), schaatsster
- Valérie Marcoux (1980), kunstschaatsster
- Arne Dankers (1980), schaatser
- Melanie Scrofano (1981), actrice
- Jay Baruchel (1982), acteur
- Michael Woods (1986), wielrenner
- Jesse Levine (1987), tennisser
- Patrick Chan (1990), kunstschaatser
- Matteo Dal-Cin (1991), wielrenner
- Paul Poirier (1991), kunstschaatser
- Vanessa Morgan (1992), actrice
- Hannah Schmidt, (1994), freestyleskiester
- Kayla Adamek (1995), Pools voetbalster
- Erika Seltenreich-Hodgson (1995), zwemster
- Valérie Grenier (1996), alpineskiester
- Eric Peters (1997), boogschutter
- Jared Schmidt (1997), freestyleskiër
- Nam Nguyen (1998), kunstschaatser
- Clarissa Larisey (1999), voetbalster

- Bibliothèque nationale de France: cb15283440x (data)
- Gemeinsame Normdatei: 4122012-2
- Library of Congress Control Number: n79063073
- MusicBrainz: bbc88d72-1f32-4936-8dc6-b62b3318e1c4
- National Archives and Records Administration: 10045649
- Bibliotheek van het Japanse parlement: 00628311
- Nationale Bibliotheek van Tsjechië: xx0033747
- Nationale Bibliotheek van Israël: 987007561994205171
- Nationale en Universitaire bibliotheek Zagreb: 000758480
- Système universitaire de documentation: 027642380
- Virtual International Authority File: 130101995
- WorldCat: E39PBJhMkcktjFtv8wxPD6bfMP